# George Beresford (évêque)
George de la Poer Beresford (19 juillet 1765 – 16 octobre 1841) est un évêque irlandais.

## Biographie
Membre de la famille Beresford dirigé par le marquis de Waterford, il est le fils de John Beresford, fils cadet de Marcus Beresford (1er comte de Tyrone). Marcus Beresford et John Claudius Beresford sont ses frères.
Il est doyen de Kilmore de 1797 à 1801, évêque de Clonfert et Kilmacduagh entre 1801 et 1802 et évêque de Kilmore entre 1802 et 1839. La dernière année, Kilmore et Ardagh s'unissent et Beresford est évêque pour le nouveau siège jusqu'à son décès, deux ans plus tard.
Il épouse Frances, fille de Gervase Parker Bushe, fille de Gervase Parker Bushe et Mary Grattan (sœur de Henry Grattan), en 1794. Ils ont plusieurs enfants, dont Marcus Beresford (évêque), archevêque d'Armagh. Il décède en octobre 1841, à l'âge de 76 ans,. Sa femme lui survit deux ans et meurt en mai 1843. Sa fille Charlotte se marie dans la famille Lumley et est la mère de Richard Lumley (9e comte de Scarbrough).